# María Cristina Perceval
María Cristina Perceval (Mendoza, Argentina, 10 de septiembre de 1956) es una doctora en filosofía, docente y política argentina, que se desempeñó como embajadora argentina ante las Naciones Unidas entre 2012 y 2015 y como Senadora Nacional por la provincia de Mendoza entre 2001 y 2009. Desde marzo de 2016 hasta septiembre de 2019 se desempeñó como directora regional para América Latina de Unicef. Entre 2021 y 2022 fue secretaria de Políticas de Igualdad y Diversidad del Ministerio de las Mujeres, Géneros y Diversidad de la Nación.

## Biografía

### Primeros años y familia
Perceval nació en Mendoza, siendo hija de Alejandrina Suárez, la primera argentina organista mujer y Julio Perceval, músico y fundador del departamento de música de la Universidad Nacional de Cuyo (UNCuyo). Egresó de la Facultad de Filosofía y Letras de la UNCuyo, especializándose en cuestiones de género, epistemología y derechos humanos, siendo docente de esta universidad en la cátedra de Epistemología entre 1995 y 2001. La licenciatura en filosofía la recibió con diploma de honor y medalla de plata.
También allí fue docente de Historia de las Ciencias, Filosofía y Metafísica en los años 1990 y docente en la Universidad del Aconcagua entre 2000 y 2002, y directora de Proyectos de Investigación en Epistemología, Estudios de Género y Derechos Humanos de la UNCuyo entre 1988 y 1992. Ella fundó y se desempeñó como Directora del Instituto de Gestión Social de la Universidad del Aconcagua, y se desempeñó como presidenta del Instituto de la Mujer en Mendoza entre 1993 y 1995.
Está casada y tiene tres hijos. Es autora de numerosos artículos y estudios sobre los derechos del niño y los derechos de las mujeres.

### Carrera política
Entre 1989 y 1995 desempeñó diferentes cargos trabajando para el gobierno de su provincia natal. A mediados de la década de 1990 fue nombrada coordinadora del Programa de Igualdad de Oportunidades en Educación, durante la gobernación de Carlos Ruckauf en la provincia de Buenos Aires. Perceval siguió a su mentor en política, José Bordón, y otros peronistas de izquierda en la coalición FrePaSo en las elecciones de 1995 y más tarde regresó al Partido Justicialista.
En las elecciones de 2001, fue elegida Senadora Nacional por la provincia de Mendoza a través del Partido Justicialista. Dos años después, revalidó su banca en las Elecciones de 2003 y se integró al interbloque kirchnerista. Para las elecciones de 2007, se sumó a la Concertación Plural que impulsó el vicepresidente Julio Cobos. En el marco del paro agropecuario patronal en Argentina de 2008, se alineó con el gobierno nacional y votó a favor de la Resolución 125 que impulsaba un incremento en las retenciones móviles para las exportaciones de soja y girasol.
Ella pidió una mayor participación de las mujeres en las comisiones del Senado, históricamente presididos y dominados por los hombres, y en 2007 se convirtió en presidenta de la Comisión de Defensa, cargo que ocupó durante varios años. Allí intentó sin éxito en 2008 dejar sin efecto los tribunales militares marciales a favor a los juicios civiles, ya que creía que los tribunales marciales privaban a hombres y mujeres del debido proceso. También fue parte de la Comisión de Relaciones Exteriores del Senado, presidió la Junta Directiva del Grupo Parlamentario Interamericano sobre Población y Desarrollo y fue parlamentaria del Parlamento del Mercosur.
Perceval durante sus años como senadora se centró en el fortalecimiento de la democracia y las instituciones democráticas, así como la promoción de los derechos humanos civiles, políticos, sociales, culturales y económicos. Algunos de los proyectos de ley más notables presentados por ella fueron incluir la Regulación de la Tenencia de Armas (Reglamento sobre la posesión de armas) en 2002, y el Plan de Desarme (Plan de Acción de Desarme de las armas ligeras) en 2006. Perceval también fue autora de proyectos de ley contra la violencia contra las mujeres, entre ellos Prevención y Sanción de la Trata humana en 2008 y Prevención y Sanción de la Violencia contra la Mujer en 2009.
Luego de ello, en enero de 2010 fue designada al frente de la Subsecretaría para la Reforma Institucional y Fortalecimiento de la Democracia de la Jefatura de Gabinete de Ministros, sucediendo a Marta Oyhanarte. Más tarde fue nombrada Subsecretaria de Promoción de Derechos Humanos del Ministerio de Justicia y Derechos Humanos. Su mandato se centró principalmente en la promoción y el avance de los derechos humanos para las comunidades vulnerables, como los afroargentinos, la comunidad LGBT, y los migrantes; también trabajó para avanzar en los derechos de la mujer y el niño, y la lucha contra la trata de personas dentro de la agenda nacional.
Fue candidata a ocupar el Ministerio de Defensa y luego la Secretaría de Derechos Humanos.

### Naciones Unidas

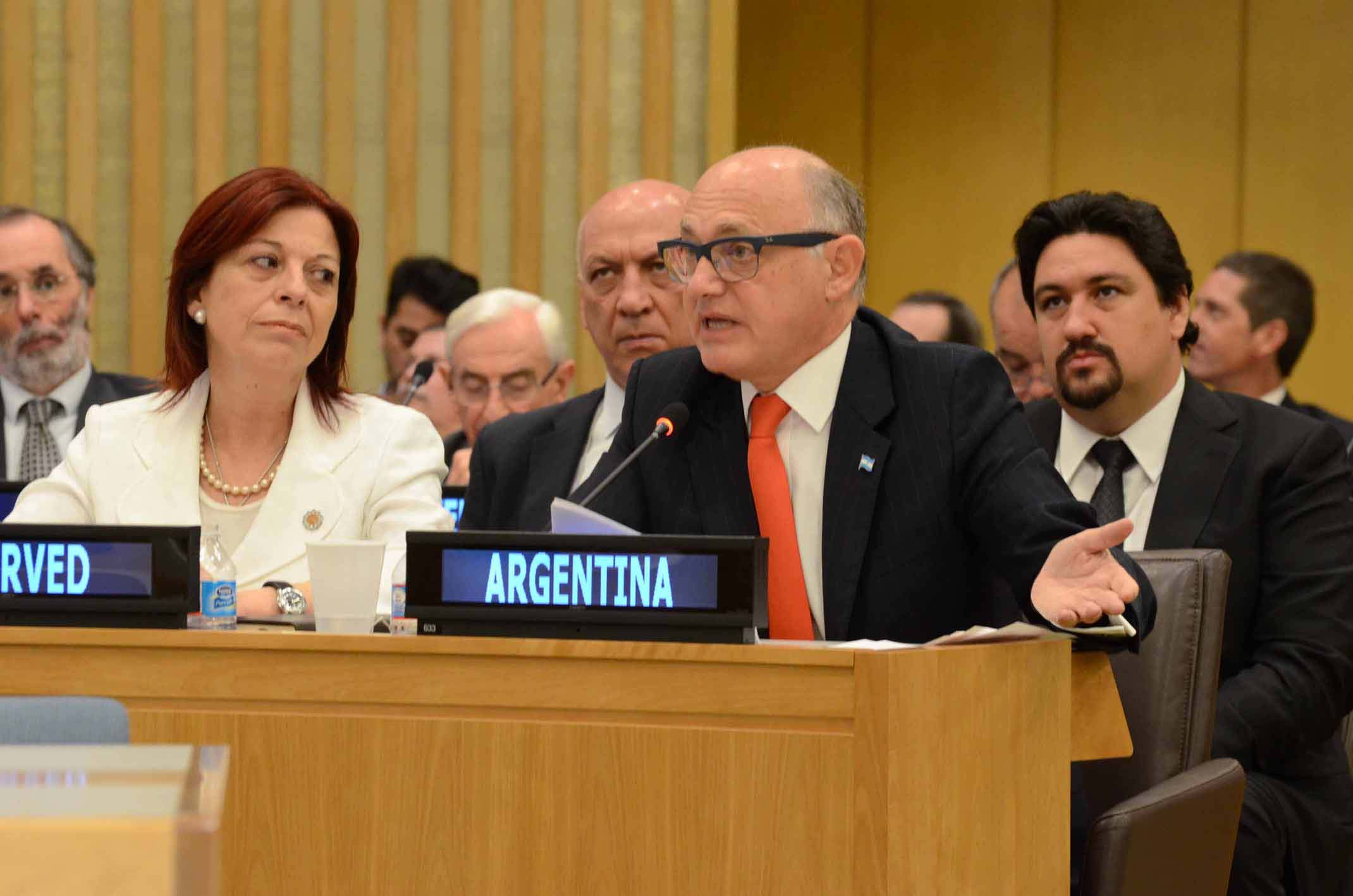
Héctor Timerman y María Cristina Perceval en el Comité de Descolonización de la ONU en junio de 2013 exponiendo la posición argentina en la disputa de soberanía en la Cuestión Malvinas.

Tras la designación del entonces embajador argentino en las Naciones Unidas, Jorge Argüello, como embajador ante los Estados Unidos, María Cristina Perceval fue designada para ocupar su lugar. El Congreso de la Nación aprobó su designación por unanimidad y Perceval presentó sus credenciales ante el Secretario General Ban Ki-moon el 23 de noviembre de 2012. Perceval como jefa de la Misión de Argentina se centró principalmente en el multilateralismo y la solución pacífica de las controversias internacionales.
En 2013, la Argentina asumió como miembro no permanente del Consejo de Seguridad de las Naciones Unidas hasta 2015. En agosto de 2013, Perceval fue Presidenta del Consejo de Seguridad, siendo acompañada por Agustín Rossi. En su carácter de titular del Consejo, la Argentina emitió una condena al atentado en la embajada de la India en Afganistán. En octubre de 2014 volvió a ocupar la presidencia del Consejo.
El 15 de marzo de 2014, durante la crisis de Crimea, Perceval votó a favor de una resolución patrocinada por Estados Unidos condenando el referéndum del 16 de marzo de 2014 en Crimea. Ella explicó que había votado a favor de la resolución, afirmando «el principio de la integridad territorial y [que] esto habría contribuido a un diálogo constructivo para lograr una solución pacífica que participen todos los actores políticos». Mientras tanto, instó a abstenerse de «acciones que pudieran obstaculizar una solución de este tipo», y dijo que los ucranianos deben decidir sus propios asuntos. La Cancillería Argentina también afirmó que actuó «con cuidado de no mostrar una posición contradictoria respecto de la que mantiene en Malvinas», un territorio reclamado por Argentina y donde se celebró un referéndum en el 2013 que el gobierno argentino lo consideró como «ilegal».
A principios de diciembre de 2014, el secretario de asuntos relativos a las Islas Malvinas, Daniel Filmus, y Perceval expusieron por segunda vez en el año 2014 la cuestión de las islas Malvinas ante el Comité de Descolonización, donde se invitó al Comité a realizar una misión visitado Buenos Aires y Londres para realizar entrevistas con las autoridades de ambos países. También se condenó la explotación de petróleo en las islas y las actividades militares de la base aérea de Monte Agradable. Luego de la reunión, se acordó que la delegación argentina efectúe un seguimiento junto con el Comité sobre las acciones acordadas. El Comité, por su parte, convocó a una reunión con la delegación del Reino Unido para tratar el tema días más tarde.
En enero de 2015, Perceval presidió la Asamblea General de las Naciones Unidas. Allí, homenajeó a trabajadores de la ONU fallecidos en 2013, 2014 y el terremoto de Haití de 2010. En febrero de 2015, la Coalición por la Corte Penal Internacional envió una nota a la Cancillería Argentina reconociendo la labor de la representación argentina ante la ONU durante su desempeño en el Consejo de Seguridad. Allí la CCIP destacó el «valioso liderazgo» de Perceval y su rol en el debate realizado sobre la cuestión de la guerra civil en Siria a la Corte Penal Internacional.
En abril del mismo año, participó en un acto realizado en solidaridad con Venezuela, tras ser catalogado por Estados Unidos como una «amenaza» a su seguridad nacional. Fue en un encuentro convocado por Venezuela, Bolivia, Cuba, Ecuador y Nicaragua, donde varios países denunciaron y rechazaron la promulgación del decreto de Barack Obama en contra del gobierno venezolano y sancionando a siete funcionarios venezolanos. El 3 de abril de 2015, realizó una conferencia de prensa donde condenó la decisión del gobierno del Reino Unido de reforzar y modernizar su presencia militar en las islas Malvinas.
En diciembre de 2015 dejó la misión argentina en la ONU, siendo reemplazada por el encargado de negocios ad interim, Mateo Estremé, quien también había estado interinamente en el cargo antes de la llegada de Perceval. En marzo de 2016, asumió como directora regional para América Latina de Unicef.

#### Restructuración de Deuda Soberana
El 10 de septiembre de 2015, la Asamblea General de las Naciones Unidas aprobó por 136 votos a favor, seis en contra y 41 abstenciones una resolución que consistió en una serie de principios básicos recomendados sobre la reestructuración de la deuda soberana. Allí se condenó a los fondos buitre y se buscó crear un marco legal para la reestructuración de las deudas soberanas, donde si una mayoría de los prestamistas acepta el arreglo propuesto por el estado deudor, el resto debe seguir esa decisión y no ir a litigar a tribunales. La propuesta fue impulsada por la Argentina y el Grupo de los 77 más China, de los cuales nueve de sus puntos fueron redactados por Perceval.
Perceval estuvo acompañada en el proceso por Sacha Llorenti, representante permanente de Bolivia, quien lideró el Comité especial sobre Procesos de Reestructuración de Deuda. A fines de septiembre del mismo año, Perceval presentó el proyecto de resolución ante el Congreso de la Nación Argentina, que dos meses después lo declaró de «orden público». El 15 de octubre fue homenajeada en el Congreso Argentino por su trabajo en la resolución.